# A korona tábori hetmanja
A hetman (koronahetman), lengyelül Hetman polny koronny a lengyel hadsereg egyik legmagasabb rangú tisztje a Lengyel–Litván Unió idején.
Röviddel azután, hogy a hetman intézményét felállították, két, kissé eltérő funkcióra bomlott eltérő kompetenciával. A nagyhetman (Hetman Wielki) az udvarnál maradt és a hadsereg általános adminisztrációjával és érdekeivel foglalkozott. A tábori hetman (Hetman polny) általában a terepen maradt kis operatív különítményekkel, a határokra figyelve különösen keleten, ahol a legnagyobb volt a veszély, azonnali beavatkozást végrehajtva, ha szükséges. A tábori hetman a nagy hetman alárendeltje volt. Mindkét tisztség függetlenül létezett a korona (Lengyelország) és Litvánia esetében is.